# Leucothyreus florus
Leucothyreus florus är en skalbaggsart som beskrevs 1918 av Friedrich Ohaus. Arten ingår i släktet Leucothyreus och familjen Rutelidae. Leucothyreus florus förekommer i Brasilien. Inga underarter finns listade i Catalogue of Life.